# Ferdinand Cohen-Blind

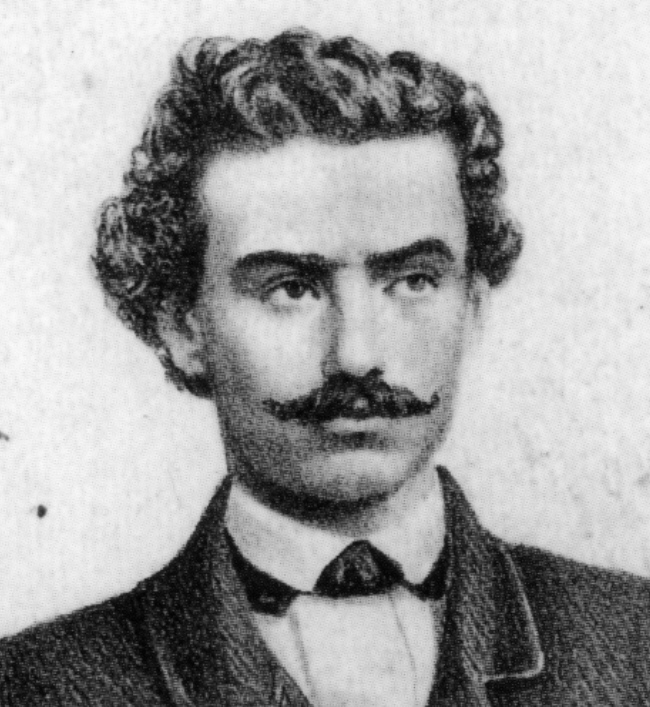
Ferdinand Cohen-Blind

Ferdinand Cohen-Blind (25 de março de 1844 – 8 de maio de 1866) foi um estudante judeu alemão que tentou assassinar Otto von Bismarck, o Ministro-presidente da Prússia. Cohen-Blind cometeu suicídio logo após sua prisão.

## Infância e juventude
Cohen-Blind nasceu em Mannheim, Grão-Ducado de Baden, filho de Jacob Abraham Cohen e sua segunda esposa Friederike, nascida Ettlinger. Ele era o irmão mais novo de Mathilde Blind (1841-1896), que se tornou uma poeta conhecida.
Pouco depois do nascimento de seu filho, Friederike iniciou um relacionamento com o jornalista e revolucionário Karl Blind, um ex-estudante da Universidade de Heidelberg que havia sido expulso por expressar sentimentos democráticos radicais. Ela apoiou financeiramente as atividades políticas de Blind e foi presa com ele no verão de 1847. Eles se casaram após a morte de Jacob Cohen em 1848, momento em que o sobrenome de Ferdinand foi alterado para Cohen-Blind.
Após a Revolução de Baden de 1848, Blind e sua família foram para o exílio, passando por Paris e Bruxelas antes de chegar a Londres em 1852. Uma infância no exílio moldou Ferdinand; seguindo os passos de seus pais, ele rejeitou o sistema monárquico dos estados alemães, esperando emular seu padrasto como um defensor da democracia.
Cohen-Blind retornou à Alemanha aos 18 anos, estudando na Universidade de Tübingen e (a partir de 1864) na Academia Agrícola de Hohenheim, onde era conhecido como um bom aluno.

## Tentativa de assassinato
Após se formar em março de 1866, Cohen-Blind fez uma caminhada pela Baviera e Boêmia. A crescente probabilidade de guerra entre Prússia e Áustria levou-o a decidir tentar matar Bismarck, a quem via como o originador da ameaça de guerra civil. Ele deixou Carlsbad, chegando a Berlim e registrando-se no Hotel Royal Unter den Linden em 5 de maio.

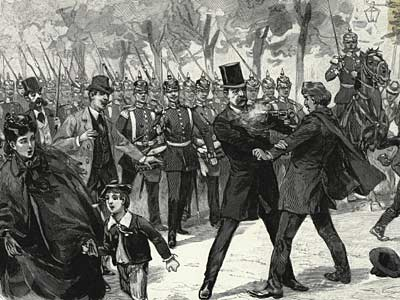
Cohen-Blind atira em Bismarck

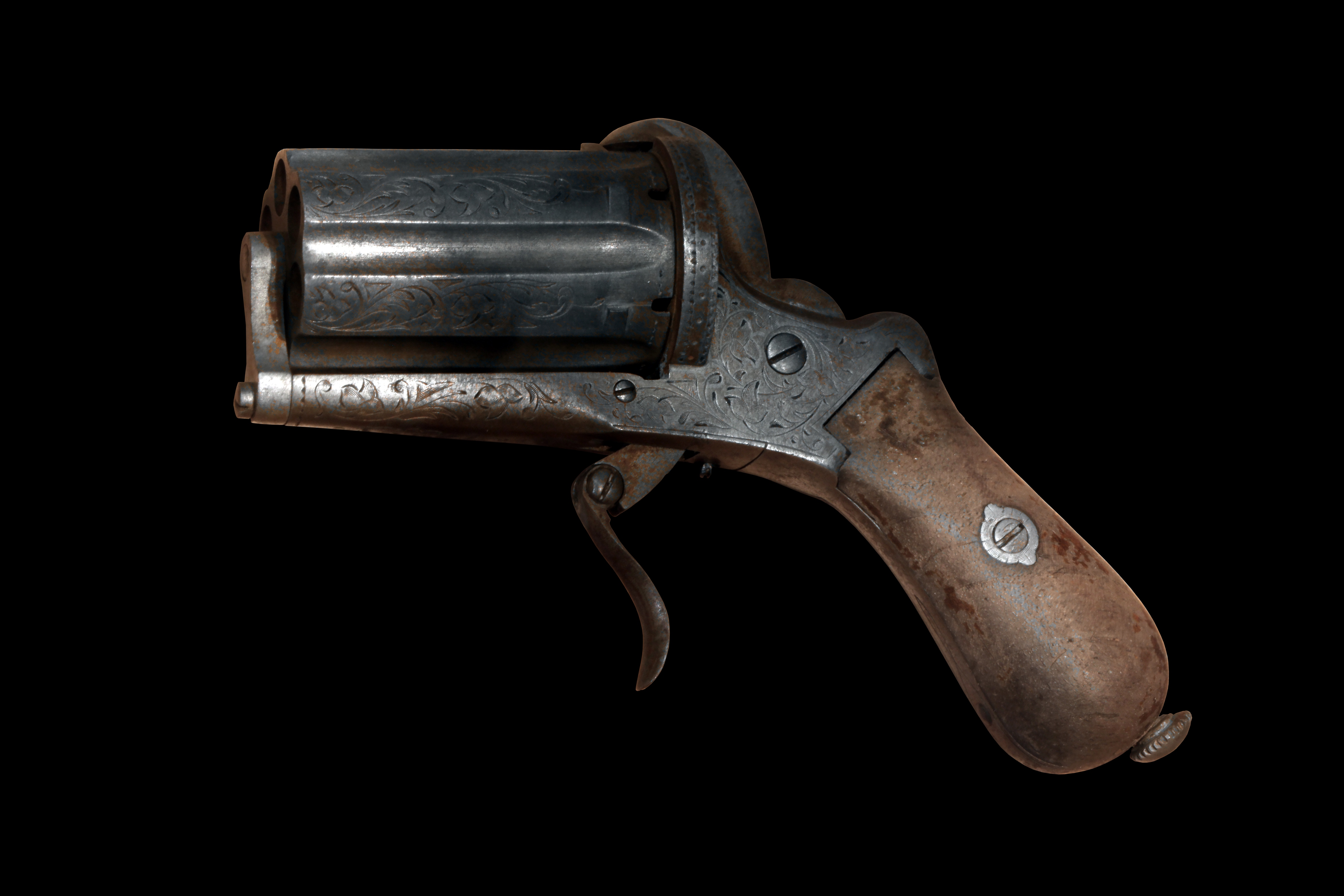
Revólver de Cohen-Blind

Na tarde de 7 de maio, ele esperou por Bismarck, revólver em mãos, no Unter den Linden, um boulevard no centro de Berlim. O Chanceler havia acabado de se reportar ao Rei Guilherme e estava caminhando para casa. Quando Bismarck se aproximou da Embaixada Russa, Cohen-Blind mirou e disparou duas vezes por trás; Bismarck girou e agarrou seu agressor, que conseguiu disparar mais três tiros antes que soldados do 1º Batalhão da 2ª Guarda chegassem e o prendessem. Bismarck continuou seu caminho para casa. Mais tarde naquela noite, permitiu que o médico do rei, Gustav von Lauer, o examinasse. Lauer observou que os três primeiros tiros apenas arranharam o corpo de Bismarck e os dois últimos ricochetearam nas costelas, sem causar ferimentos graves.
Cohen-Blind foi levado à sede da polícia para interrogatório, mas em um momento de descuido, cortou sua própria garganta com uma faca, rompendo a artéria carótida. Ele morreu pouco depois das 4h da manhã de 8 de maio. Seu corpo foi rapidamente enterrado à noite, sem cerimônia, no Cemitério de São Nicolau.

A arma de Cohen-Blind, um revólver Lefaucheux Pepperbox de seis tiros, está em exibição no Museu Bismarck em Friedrichsruh.